# روسيا 1
روسيا 1 (بالروسية: Россия-1) هي قناة تلفزيونية روسية تابعة للدولة، تأسست في سنة 1991، تعتبر ثاني أكبر قناة شعبية في روسيا، يتابعها 75% من الروس مقارنة بالقناة الأولى الروسية التي يتابعها 83 % وتبث هذه القناة بعدة لغات إقليمية في روسيا.